# C10H22N2
化学式C10H22N2（摩尔质量：170.3 g/mol）可以指：
- 异佛尔酮二胺，CAS号：2855-13-2
- 1-己基哌嗪，CAS号：51619-55-7

|  | 这个同类索引页列出了具有相同分子式的化学物（即同分異構體）条目。 除非您是有意链接至本页，否则应将相应条目的内部链接指向正确的条目。 |